# Pediasia mutabilis
Pediasia mutabilis là một loài bướm đêm trong họ Crambidae.